# Ascension (wrestling)
The Ascension è stato una tag team di wrestling attiva nella WWE tra il 2012 e il 2019, formata da Konnor e Viktor. Fino al 30 novembre 2012 il posto di Viktor era occupato da Cameron.
Prima di essere promossi nel main roster nel 2015, i due facevano parte di NXT, dove hanno vinto una volta l'NXT Tag Team Championship e il loro regno, durato 343 giorni (dal 2 ottobre 2013 all'11 settembre 2014), è il più lungo nella storia del titolo.

## Storia

### Florida Championship Wrestling (2011–2012)
Il 28 agosto 2011 Ricardo Rodriguez annuncia la nascita della stable, che nella sua formazione originale include Kenneth Cameron, Conor O'Brian, Tito Colon e Raquel Diaz. Il 1º settembre i tre uomini sconfiggono CJ Parker, Donny Marlow e Johnny Curtis; il 30 settembre Cameron e Colon falliscono l'assalto al Florida Tag Team Championship di Parker e Marlow.
In ottobre la stable si separa da Rodriguez e per novembre l'unico membro rimasto sarà Cameron (O'Brian s'infortuna, Colon diverrà parte del roster WWE assieme al cugino Primo formando il tag team Primo & Epico mentre la Diaz diverrà Queen of FCW). Cameron avrà comunque molto successo anche nella competizione singola, inanellando una impressionante serie di vittorie fino al 23 febbraio 2012.
Il 15 marzo 2012 Cameron viene accompagnato sul ring dal rientrante O'Brian: i due formeranno un loro tag team che erediterà il nome della stable e il 23 marzo, nel loro primo match, sconfiggono Xavier Woods e Jason Jordan. I due subiranno la loro prima sconfitta per mano dei Florida Tag Team Champions Cory Graves e Jake Carter in un match valido per il titolo, ma da allora in poi daranno vita ad una notevole winning streak.

### WWE (2012–2019)

#### NXT(2012–2014)
Il 6 giugno 2012 gli Ascension fanno il loro debutto a NXT sconfiggendo Mike Dalton e CJ Parker. In seguito intraprenderanno una faida contro gli Usos, vincendo la maggior parte dei match, e il 3 ottobre batteranno il tag team del main roster formato da Tyson Kidd e Justin Gabriel. La coppia verrà tuttavia sciolta quando Cameron venne rilasciato dalla WWE il 30 novembre dopo essere stato arrestato.
O'Brian comincerà quindi a competere come wrestler singolo e il 5 giugno 2013, dopo la sua vittoria su Alex Riley, Rick Victor appare sulla rampa attirando la sua attenzione. Il 2 ottobre la coppia vincerà i titoli di coppia NXT battendo Adrian Neville e Corey Graves e l'8 novembre cambieranno nomi (O'Brian diventa Konnor, Victor Viktor).
Gli Ascension manterranno il titolo per quasi un anno, quando verranno sconfitti a NXT Takeover dai Lucha Dragons (Kalisto e Sin Cara).

#### Main roster e opportunità titolate (2014–2017)
Gli Ascension hanno fatto il loro debutto ufficiale nel main roster il 29 dicembre 2014 a SmackDown battendo The Miz e Damien Mizdow dopo che nelle settimane precedenti erano stati mostrati video di promozione. Tuttavia, nonostante i promo iniziali, per tutto il 2015 hanno combattuto molto poco, venendo ben presto relegati al ruolo di jobber. L'unico avvenimento degno di nota è stato il 31 maggio 2015, quando gli Ascension hanno partecipato all'Elimination Chamber dell'omonimo pay-per-view con in palio il WWE Tag Team Championship che comprendeva anche i campioni del New Day (Big E, Kofi Kingston e Xavier Woods), i Lucha Dragons (Kalisto e Sin Cara), Tyson Kidd e Cesaro, i Prime Time Players (Darren Young e Titus O'Neil), e i Los Matadores (Diego e Fernando); gli Ascension sono stati eliminati dai Prime Time Players mentre il New Day ha mantenuto i titoli. Nel 2016 gli Ascension hanno preso parte all'annuale André the Giant Memorial Battle Royal svoltasi il 3 aprile 2016 a WrestleMania 32 dove gli Ascension sono stati eliminati da Diamond Dallas Page. Nella puntata di SmackDown del 14 aprile hanno preso parte ad un torneo per decretare gli sfidanti al WWE Tag Team Championship, detenuto dal New Day, dove sono stati sconfitti ed eliminati ai quarti di finale da Enzo Amore e Colin Cassady. A maggio Konnor è stato sospeso per la sua prima violazione del Wellness Program e Viktor ha preso parte, nella puntata di Raw del 2 maggio, ad una Battle Royal per determinare il contendente nº1 allo United States Championship, detenuto da Kalisto, ma è stato eliminato. Nella puntata di Raw dell'11 luglio gli Ascension hanno partecipato ad una Battle Royal per determinare il contendente nº1 all'Intercontinental Championship, detenuto da The Miz, ma sono stati entrambi eliminati.
Con la Draft Lottery avvenuta nella puntata di SmackDown del 19 luglio, gli Ascension sono stati trasferiti nel roster di SmackDown. Nella puntata di SmackDown del 26 luglio gli Ascension hanno partecipato ad una Battle Royal per determinare uno dei sei sfidanti del Six-Pack Challenge match per determinare il contendente nº1 al WWE World Championship di Dean Ambrose ma sono stati eliminati. Nella puntata di SmackDown del 16 agosto gli Ascension, i Breezango (Tyler Breeze e Fandango) e i Vaudevillains (Aiden English e Simon Gotch) sono stati sconfitti dagli American Alpha (Chad Gable e Jason Jordan), gli Hype Bros (Mojo Rawley e Zack Ryder) e gli Usos (Jimmy e Jey Uso) in un 12-Man Tag Team match. La scena si è ripetuta nel Kick-off di SummerSlam quando gli Usos, gli Hype Bros e gli American Alpha hanno sconfitto i Breezango, gli Ascension e i Vaudevillains in un altro 12-Man Tag Team match. Nella puntata di SmackDown del 23 agosto è stato annunciato il WWE SmackDown Tag Team Championship e, per questo motivo, è stato indetto un torneo per decretare i due team che si affronteranno l'11 settembre a Backlash. Quella stessa sera gli Ascension hanno affrontato gli Usos ma sono stati sconfitti ed eliminati. Nella puntata di SmackDown del 13 settembre gli Ascension hanno avuto l'opportunità di conquistare il WWE SmackDown Tag Team Championship affrontando i nuovi campioni Heath Slater e Rhyno ma sono stati sconfitti. Nella puntata di SmackDown del 27 settembre gli Ascension e gli Usos hanno sconfitto Heath Slater, Rhyno e gli American Alpha. Nella puntata di Main Event gli Ascension sono stati nuovamente sconfitti da Heath Slater e Rhyno in un match non titolato. Il 9 ottobre nel Kick-off di No Mercy gli Ascension e i Vaudevillains sono stati sconfitti dagli Hype Bros e gli American Alpha. Nella puntata di Main Event del 20 ottobre gli Ascension sono stati sconfitti dagli American Alpha. Nella puntata di SmackDown del 25 ottobre gli Ascension sono stati sconfitti dagli Hype Bros in un Survivor Series Qualyfing match. Più tardi, quella stessa sera, gli Ascension, la Spirit Squad (Kenny e Mikey), gli Headbangers (Mosh e Trasher) e i Vaudevillains sono stati sconfitti dagli American Alpha, Heath Slater e Rhyno, gli Usos e i Breezango in un 16-man Tag Team match. Nella puntata di Main Event dell'11 novembre Jordan ha sconfitto Viktor. Nella puntata di SmackDown del 22 novembre gli Ascension hanno partecipato ad un Tag Team Turmoil match per decretare i contendenti n°1 al WWE SmackDown Tag Team Championship di Heath Slater e Rhyno ma sono stati eliminati per primi dagli American Alpha. Il 4 dicembre, nel Kick-off di TLC: Tables, Ladders & Chairs, gli Ascension, i Vaudevillains e Curt Hawkins sono stati sconfitti dagli American Alpha, gli Hype Bros e Apollo Crews. Nella puntata di SmackDown del 6 dicembre gli Ascension sono stati sconfitti dagli Hype Bros. Nella puntata di SmackDown del 13 dicembre gli Ascension hanno partecipato ad una Battle royal che comprendeva anche gli American Alpha, i Breezango, Heath Slater e Rhyno, gli Hype Bros e i Vaudevillains ma sono stati eliminati, mentre gli Hype Bros si sono aggiudicati la contesa, diventando i contendenti n°1 al WWE SmackDown Tag Team Championship. Konnor è stato uno degli ultimi a rimanere sul ring, arrivando quasi ad un passo dalla vittoria, ma è stato eliminato da Zack Ryder che si è aggiudicato la contesa e la vittoria per il suo team. Nella puntata di SmackDown del 24 gennaio 2017 gli Ascension hanno partecipato ad una Battle Royal per guadagnare un posto nel Royal Rumble match del 2017 ma sono stati eliminati da Heath Slater e Mojo Rawley. Nella puntata di SmackDown del 7 febbraio gli Ascension, gli Usos e i Vaudevillains hanno sconfitto gli American Alpha, i Breezango e Heath Slater e Rhyno. Il 12 febbraio, ad Elimination Chamber, gli Ascension hanno partecipato ad un Tag Team Turmoil match per il WWE SmackDown Tag Team Championship ma sono stati eliminati dagli American Alpha. Nella puntata di SmackDown del 14 febbraio gli Ascension sono stati sconfitti dagli American Alpha. Il 2 aprile, nel Kick-off di WrestleMania 33, gli Ascension hanno partecipato all'annuale André the Giant Memorial Battle Royal ma sono stati eliminati da Big Show e Braun Strowman. Nella puntata di SmackDown del 25 aprile gli Ascension sono stati sconfitti dai Breezango in un Beat the Clock Challenge match per determinare i contendenti n°1 al WWE SmackDown Tag Team Championship degli Usos. Nella puntata di SmackDown del 9 maggio gli Ascension sono stati sconfitti dai Breezango. Il 18 giugno, a Money in the Bank, gli Ascension sono stati sconfitti dai Breezango.

#### Varie faide e licenziamento (2017–2019)
Successivamente, gli Ascension hanno iniziato ad apparire molto frequentemente durante la rubrica "The Fashion Files"' dei Breezango (Tyler Breeze e Fandango). Nella puntata di SmackDown del 4 luglio gli Ascension hanno partecipato all'Indipendence Day Battle Royal per determinare il contendente n°1 allo United States Championship di Kevin Owens ma sono stati eliminati. Nella puntata di SmackDown del 29 agosto gli Ascension sono stati sconfitti da Chad Gable e Shelton Benjamin. Nella puntata di SmackDown del 10 ottobre gli Ascension hanno partecipato ad un Fatal 4-Way match che comprendeva anche i Breezango, Chad Gable e Shelton Benjamin e gli Hype Bros (Mojo Rawley e Zack Ryder) per determinare i contendenti n°1 al WWE SmackDown Tag Team Championship degli Usos (Jimmy Uso e Jey Uso) ma il match è stato vinto da Benjamin e Gable. In seguito, durante i "Fashion Files", gli Ascension hanno effettuato un turn face, alleandosi con i Breezango. Nella puntata di SmackDown del 9 gennaio 2018 gli Ascension sono stati sconfitti dai Bludgeon Brothers (Harper e Rowan). Nella puntata di SmackDown del 6 febbraio gli Ascension sono stati sconfitti da Chad Gable e Shelton Benjamin. L'8 aprile, nel Kick-off di WrestleMania 34, gli Ascension hanno partecipato all'annuale André the Giant Memorial Battle Royal ma sono stati eliminati da Karl Anderson e Rhyno.
Con lo Shake-up del 16 aprile gli Ascension sono passati al roster di Raw. Nella puntata di Raw del 23 aprile gli Ascension sono stati sconfitti da Bray Wyatt e "Woken" Matt Hardy. Il 27 aprile, a Greatest Royal Rumble, Konnor e Viktor ha partecipato al Royal Rumble match a 50 uomini entrando con i numeri 8 e 16 ma sono stati eliminati rispettivamente da Daniel Bryan e Elias. Nella puntata di Raw del 28 maggio gli Ascension sono stati sconfitti nuovamente dai Raw Tag Team Champions Bray Wyatt e "Woken" Matt Hardy in un match non titolato. Nella puntata di Raw del 4 giugno gli Ascension hanno partecipato ad una Tag Team Battle Royal per determinare i contendenti n°1 al Raw Tag Team Championship di Bray Wyatt e "Woken" Matt Hardy ma sono stati eliminati dai Breezango (Tyler Breeze e Fandango). Nella puntata di Main Event del 13 giugno gli Ascension sono stati sconfitti dal Titus Worldwide (Apollo Crews e Titus O'Neil). Nella puntata di Main Event del 27 giugno gli Ascension e Curt Hawkins sono stati sconfitti da Bobby Roode e i Breezango. Nella puntata di Raw del 16 luglio gli Ascension sono stati sconfitti dai Raw Tag Team Champions del B-Team (Bo Dallas e Curtis Axel).
L'8 dicembre 2019 la WWE ha annunciato il licenziamento degli Ascension.

## Nel wrestling

### Mosse finali in coppia
- O'Brian e Cameron
  - Downcast (Spinning sitout jawbreaker di Cameron seguito da un Flapjack di O'Brian)
  - Fall of Man (Legsweep di O'Brian e Spinning heel kick di Cameron in combinazione)
- Konnor e Viktor
  - Fall of Man (Legsweep di Konnor e Jumping European uppercut di Viktor in combinazione)

### Mosse finali dei singoli wrestler
- Konnor
  - Fall of Man (Flapjack seguito da un Running leg drop alla nuca dell'avversario)
  - Rough Shot (Full nelson slam)
  - Stockade (Grounded octopus stretch)
- Viktor
  - Double underhook powerbomb
  - Diving knee strike

### Manager
- Ricardo Rodriguez
- Stardust

### Soprannomi
- "The Men of Misery"

### Musiche d'ingresso
- "Let Battle Commence" di Daniel Nielsen (FCW/NXT; 2011–2014)
- "Rebellion" dei CFO$ (NXT/WWE; 2014–2019)
- "Written in the Stars" di Jim Johnston (WWE; 2015–3 aprile 2016; usata in coppia con Stardust)

## Titoli e riconoscimenti
- Pro Wrestling Illustrated
  - 123° tra i 500 migliori wrestler singoli secondo PWI 500 (2014) – Konnor
  - 128° tra i 500 migliori wrestler singoli secondo PWI 500 (2014) – Viktor
- Rolling Stone
  - Gamesmanship of the Year (2017)
- WWE
  - NXT Tag Team Championship (1)